# Exocentrus multivittatus
Exocentrus multivittatus là một loài bọ cánh cứng trong họ Cerambycidae.